# Canal 2 Rock & Pop
Canal 2, también conocido como Rock & Pop Televisión y Canal 2 Rock & Pop, fue un canal de televisión abierta chileno lanzado el 16 de agosto de 1995. Sus estudios estaban ubicados en el galpón 15 de calle Chucre Manzur a los pies del Cerro San Cristóbal, en el área correspondiente a Providencia del Barrio Bellavista.
El canal era parte de un holding multimedia que reunía a la radio y la revista del mismo nombre, todos propiedad de Radio Cooperativa. Es considerado un experimento en cuanto a formatos programáticos se refiere, ya que surgió durante el proceso de transición democrática en Chile, época donde los jóvenes comenzaban a expresarse con más libertad tras el fin de la dictadura militar. Su principal objetivo era traspasar el éxito que tenía la marca Rock & Pop a la pantalla local.
El 13 de octubre de 1998, tras una serie de decisiones administrativas y de programación que causaron el declive progresivo del proyecto, son despedidos 38 funcionarios de la estación. El 1 de diciembre de 1999, tras la emisión del estelar Plaza Italia, la edición de medianoche del noticiero El pulso y un capítulo de El factor humano, el canal cerró sus transmisiones intempestivamente y de forma definitiva.

## Historia

### Inicios
Originalmente, en la frecuencia 2 de la banda VHF de Santiago, operaba una emisora repetidora de alta potencia utilizada por Televisión Nacional de Chile en el Cerro El Roble (límite entre la Región Metropolitana de Santiago y de la Región de Valparaíso) para retransmitir su señal a otras localidades. Esta tuvo que ser modificada técnicamente para dar espacio radioeléctrico a las transmisiones de un nuevo canal en Santiago.
El canal 2 había sido solicitado por la Compañía Chilena de Televisión y Radio Cooperativa Televisión. La Red desistió de la solicitud en julio de 1991, ya que obtuvo la frecuencia 4 VHF de Santiago; en consecuencia, la concesión fue otorgada a Radio Cooperativa tras un acuerdo político en octubre de 1991. No obstante, se prorrogó el inicio de transmisiones varias veces.
La primera idea de la Compañía Chilena de Comunicaciones era desarrollar un canal de noticias operado por el departamento de prensa de Radio Cooperativa, pero el mercado nacional no estaba preparado para ese proyecto todavía. Al momento del lanzamiento de Radio Rock & Pop, desde un principio fue pensado como un proyecto multiplataforma enfocado a jóvenes, que abarcara la estación radial, una revista y un canal de TV.
Ya que la concesión fue prorrogada varias veces, la fecha límite para su lanzamiento al aire era agosto de 1995. Al carecer Cooperativa de capacidad de producción de contenido audiovisual, en 1994 se asoció con la productora Estudio Visión (propiedad de Juan Enrique Forch y Eduardo Bustos) para desarrollar la programación para la futura emisora. Durante ese año, se formó un comité creativo-programático integrado por Iván Valenzuela, Marco Silva, María Elena Wood, Alberto Fuguet, Juan Enrique Forch y Eduardo Bustos.
Canal 2 tuvo una inversión inicial estimada en US$6 millones de la época, equivalentes a cerca de US$10,7 millones en 2021 (corregidos por inflación). En el ámbito de la publicidad, la emisora se había vendido muy bien antes de comenzar sus transmisiones, principalmente por el poder de la marca de la radio; no obstante, con el correr de los primeros meses, todos los auspiciadores retiraron el avisaje comprometido.

### Cronología
- 16 de agosto de 1995: a las 15:00 horas, se inician oficialmente las transmisiones de Canal 2 Rock & Pop, propiedad de la Compañía Chilena de Comunicaciones en sociedad con la productora Estudio Visión. El canal surge como una alternativa de televisión abierta segmentada, dirigida a jóvenes de 15 a 29 años, bajo un concepto similar al de la radio del mismo nombre. Durante los primeros días al aire fueron muy criticados por el amateurismo mostrado en pantalla.[17]
- Septiembre de 1995: tras sus primeros quince días de transmisiones, el canal realiza sus primeros ajustes programáticos en respuesta a comentarios negativos sobre el irregular nivel de sus emisiones. Se cancelan los espacios Viva Zeta, que alcanzó a emitirse solo en tres oportunidades y La Licuadora. Otros programas cambian de horario o de duración, o se modifican en lo estético.
- 22 de febrero de 1996: Tras tensiones entre Ajenjo, Valenzuela y Forch, Cooperativa decide comprar Estudio Visión por aproximadamente US$1 millón.[18] La Compañía Chilena de Comunicaciones toma el total control sobre la línea editorial y la producción de programas, a los cuales se incorporan figuras como Marcelo Comparini y Katherine Salosny en los próximos meses.
- 7 de abril de 1997: CCC decide separar sus subsidiarias Radio Cooperativa y Multimedios Rock & Pop, por lo que transfiere la concesión de televisión de Radio Cooperativa Televisión S.A. a Sociedad Rock & Pop S.A..[19][20]
- Mayo de 1998: Rock & Pop Televisión suscribe una alianza estratégica con el fondo de inversiones venezolano-estadounidense Iberoamerican Media Partners, integrado por el Grupo Cisneros y Hicks, Muse, Tate & Furst. El acuerdo consideró la venta del 75% de la propiedad del canal y el 50% de las radios Corazón y Rock & Pop (quienes, tras el fracaso del proceso, se integraron al naciente conglomerado Ibero American Radio Chile), además de la revista del mismo nombre (que llega a su fin en diciembre de 1998). La transacción tenía un valor aproximado de US$17 millones.[21]
- 27 de julio de 1998: La concesión de la cadena es trasladada de la empresa Rock & Pop S.A. hacia la empresa Canal 2 S.A.[22][23]
- 1 de agosto de 1998: El canal deja de llamarse Rock & Pop Televisión al formalizarse la nueva razón social de la empresa, esta vez denominada Canal 2 S.A., sociedad que en principio estaría formada por Iberoamerican Media Partners y la Compañía Chilena de Comunicaciones.
- 3 de agosto de 1998: El Consejo Nacional de Televisión cuestiona que Canal 2 sea administrado por ejecutivos de Chilevisión (quien en ese entonces también era propiedad de la Organización Cisneros), tal como había sido anunciado cuando se informó de la venta de la estación juvenil al grupo Iberoamerican Media Partners. Esta condición lleva a Iberoamerican a replantear los términos económicos de la alianza, y finalmente se retracta de la compra del canal a cambio de una indemnización de casi US$2 millones.
- 13 de octubre de 1998: Se oficializa el fracaso de la venta de Canal 2 al consorcio binacional IMP (Iberoamerican Media Partners), lo que trae consigo la inmediata reestructuración de la emisora. En la programación, se eliminan cuatro programas de producción propia, se despide a 38 personas del área de producción y técnicos, además de algunos rostros, y se aumenta el número de horas de transmisión de 13 a 17, exhibiendo videoclips, especiales musicales e infomerciales durante el día para continuar solo desde las 21:00 con la programación periodística de la estación.
- 1999: Hubo conversaciones para que la emisora sea adquirida por Bancard, pero estas no llegaron a un acuerdo.[24]
- 1 de diciembre de 1999: en las primeras horas de la madrugada se notifica a trabajadores y conductores del cierre definitivo del canal, el cual registraba pérdidas por 721 millones de pesos durante el período enero-septiembre de 1999. Después de la emisión de los programas Plaza Italia, El pulso y Factor humano,[1] el director ejecutivo de Canal 2, Luis Ajenjo, comunicó la noticia a quienes aún se encontraban en el lugar. En esos momentos de tensión ya todos sabían que la estación televisiva ya no vería la luz de otro día. Era la despedida de Canal 2.
- Enero de 2000: tras su cierre definitivo el 1 de diciembre de 1999, y tras el fracaso de vender la cadena a empresas extranjeras, la comisión chilena propuso una licitación al canal 2 de la banda VHF de Santiago debido a las grandes pérdidas millonarias que dejó la quiebra de la emisora. El organismo propuso un proyecto para una concesión para la operación de la frecuencia. Años más tarde, Jaime Cuadrado compró la licitación y el 5 de diciembre de 2005, es lanzado al aire la cadena de televisión Telecanal. No obstante, esta última solamente ocupa la frecuencia previamente empleada por Rock & Pop, ya que los estudios de Chucre Manzur que se usaron durante la operación de este último son ocupados por TVI (Via X, Zona Latina).

### Fin de las transmisiones
Los últimos programas emitidos por Canal 2 fueron Plaza Italia, la edición de medianoche de El Pulso y El Factor Humano. Fue en el noticiero donde se notó la tensión que existía a esas horas en la emisora: durante la emisión, el presentador del informativo, el periodista Pablo Véliz da como último reportaje el alza de las bencinas durante la semana y la restricción vehicular del 1 de diciembre de 1999, para luego mostrar en cámara en vivo y en directo, una hoja pautada del noticiero que decía en su última parte lo siguiente:

Eso es todo en informaciones, que tenga un buen despertar, de seguro nosotros no lo tendremos.

Pero el conductor, Pablo Véliz, cambia la frase por:

Es todo en informaciones nos vemos mañana, si Dios quiere. Buenas noches.
Pablo Véliz

Esto contrastaba con el clima de tensión que existía en el interior del canal, al saber que la estación cesaría sus transmisiones para siempre. Luego de estas últimas palabras, el canal emitió el capítulo de El Factor Humano correspondiente a su última hora de programación. Después del cierre de la estación, sólo se emitían ocho horas de videos musicales, y como curiosidad, se lanzaron al aire dos capítulos del programa deportivo La Hora Azul (que reporteó los detalles previos a la última fecha del campeonato nacional y la obtención del título de ese año de la Universidad de Chile). También se emitió la franja electoral de las elecciones presidenciales de 1999 y 2000. Estas acciones se realizaron para evitar la cancelación de la licencia de transmisión del Canal 2 ya que, según la legislación chilena sobre medios de comunicación, una estación de televisión debe emitir como mínimo 8 horas de programación. Estos hechos presionaron a Compañía Chilena de Comunicaciones a firmar un acuerdo con VidaVisión para la transmisión de videos y programación religiosa de la iglesia evangélica. 
La Compañía Chilena de Comunicaciones fue propietario de la frecuencia hasta julio de 2005, cuando la señal es traspasada a Telecanal.

## Locutores
- Jaime Muñoz Villarroel (1995-1996)
- Patricio Gutiérrez Olivos (1996-1997)
- Mauro Torres (1997-1999)
- Juan Ignacio Abarca (julio-diciembre 1999)

## Logotipos
| Período                                    | Características |
| ------------------------------------------ | --- |
| 16 de agosto de 1995-junio de 1996         | Es un cuadrado irregular con cuadros blancos y negros, similar a una tabla de ajedrez, dentro de ese cuadrado había otro cuadrado irregular de color blanco con borde negro, simulando una pantalla de televisión, con la palabra canal arriba y el número 2 de color rojo abajo a la derecha, y debajo de ese logo, estaba el de Rock & Pop. |
| Junio 1996-1 de agosto de 1998             | Es simplemente el logo de Rock & Pop, con la palabra «Televisión» debajo. |
| 1 de agosto de 1998-1 de diciembre de 1999 | Es el número 2 de color amarillo con tipo de letra Helvética Black, con un círculo rojo arriba y fuera de la zona curva del número, y la palabra «Canal» de color negro o azul con tipo de letra Helvética Black, abajo y dentro de la zona recta del número.                                                                                 |